# Witold Gierulewicz

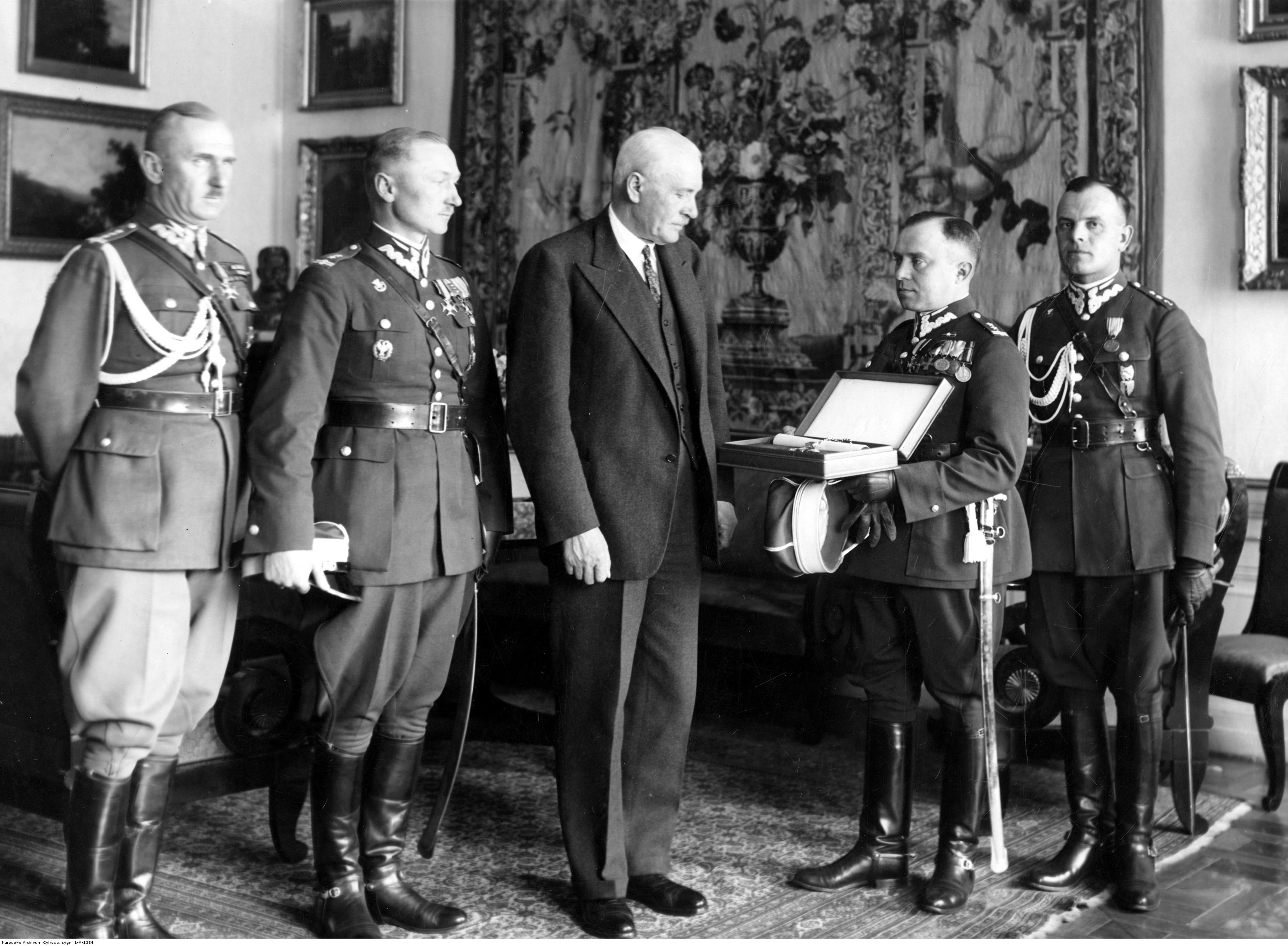
Wręczenie honorowej odznaki pułkowej prezydentowi RP Ignacemu Mościckiemu przez delegację 2. Pułku Ułanów Grochowskich na Zamku Królewskim. Widoczni m.in. płk Jan Głogowski (pierwszy z lewej), ppłk Smoliński (drugi z prawej), ppłk Gierulewicz (drugi z lewej), por. Pawełczyk (z prawej).

Witold Gierulewicz (ur. 10 kwietnia 1896 w Dydwiże (lit. Didvyžiai), zm. 25 marca 1963 w Luton) – pułkownik dyplomowany kawalerii Wojska Polskiego, kawaler Orderu Virtuti Militari.

## Życiorys
Syn Mateusza. Od listopada 1917 do czerwca 1918 walczył w szeregach 2 pułku ułanów, który wchodził w skład I Korpusu Polskiego w Rosji. Dowodził plutonem w III szwadronie ppłk. Eugeniusza Ślaskiego.
W listopadzie 1918 przyjęty został do Wojska Polskiego i przydzielony do odtwarzanego 2 pułku ułanów. Objął dowództwo plutonu w IV szwadronie rtm. Kazimierza Żelisławskiego, który formował się w Siedlcach. 17 lutego 1919 odznaczył się odwagą i brawurą w walce pod Antopolem. Na czele dwóch plutonów szarżował na grobli ostrzeliwanej ogniem karabinów maszynowych. Było to pierwsze starcie Wojska Polskiego z Armią Czerwoną.
W latach 1923–1925 był słuchaczem IV Kursu Normalnego Wyższej Szkoły Wojennej w Warszawie. Z dniem 1 października 1925, po ukończeniu kursu i uzyskaniu dyplomu naukowego oficera Sztabu Generalnego, przydzielony został do dowództwa 2 Samodzielnej Brygady Kawalerii w Równem, na stanowisko szefa sztabu. W listopadzie 1926 powierzono mu pełnienie obowiązków szefa sztabu 1 Dywizji Kawalerii w Białymstoku. 12 kwietnia 1927 został mianowany majorem ze starszeństwem z dniem 1 stycznia 1927 i 28. lokatą w korpusie oficerów kawalerii. W październiku 1927 przeniesiony został do Obozu Szkolnego Kawalerii w Grudziądzu na stanowisko wykładowcy. 2 grudnia 1930 Prezydent Rzeczypospolitej Ignacy Mościcki mianował go podpułkownikiem ze starszeństwem z dniem 1 stycznia 1931 i 6. lokatą w korpusie oficerów kawalerii, i jednocześnie zezwolił na nałożenie oznak nowego stopnia przed 1 stycznia 1931. W marcu 1932 wyznaczony został na stanowisko zastępcy dowódcy 2 pułku Ułanów Grochowskich w Suwałkach, a w 1934 objął dowództwo 6 pułku strzelców konnych w Żółkwi. Awansowany do stopnia pułkownika ze starszeństwem z dniem 19 marca 1938 i 3. lokatą w korpusie oficerów kawalerii. Od listopada 1938 do marca 1939 był słuchaczem Kursu Doskonalącego dla oficerów dyplomowanych przy WSWoj. W sierpniu 1939 powołany został na stanowisko kwatermistrza Dowództwa Okręgu Korpusu Nr IV w Łodzi.
W czasie kampanii wrześniowej był kwatermistrzem Frontu Południowego we Lwowie.
11 maja 1940 we Francji objął dowództwo pułku kawalerii zmotoryzowanej, a w końcu tego miesiąca dowództwo Ośrodka Zapasowego Kawalerii Zmotoryzowanej. Po ewakuacji na Wyspy Brytyjskie objął dowództwo 1 batalionu strzelców 1 Brygady Strzelców, który w październiku 1940 przemianowany został na batalion im. 14 pułku Ułanów Jazłowieckich i włączony w skład 10 Brygady Kawalerii Pancernej. W czerwcu 1944 wyznaczony został na stanowisko zastępcy dowódcy Grupy Wsparcia 1 Dywizji Pancernej, a 24 października tego roku objął jej dowództwo. 12 listopada 1942 rozpoczął służbę na nowo utworzonym stanowisku szefa Służb i Tyłów 1 Dywizji Pancernej. W październiku następnego roku zajmowane przez niego stanowisko zostało zlikwidowane, a on sam odszedł z dywizji.
Był mężem Haliny z Hulewiczów h. Nowina (1903–1974). Po II wojnie światowej zamieszkali w Wielkiej Brytanii. Witold Gierulewicz zmarł w Luton. Pochowany, razem z żoną, na South Ealing Cemetery w Londynie.

## Ordery i odznaczenia
- Krzyż Srebrny Orderu Wojskowego Virtuti Militari (1921)[15]
- Krzyż Niepodległości (20 lipca 1932)[16]
- Krzyż Kawalerski Orderu Odrodzenia Polski (11 listopada 1936)[17]
- Krzyż Walecznych (trzykrotnie)
- Złoty Krzyż Zasługi (17 marca 1930)[18]